# Liopropoma multilineatum
Liopropoma multilineatum là một loài cá biển thuộc chi Liopropoma trong họ Cá mú. Loài này được mô tả lần đầu tiên vào năm 1988.

## Phân bố và môi trường sống
L. multilineatum có phạm vi phân bố ở Tây và Trung Thái Bình Dương. Loài cá này được tìm thấy xung quanh các nhóm đảo nằm ở phía đông và nam quần đảo Mã Lai; phạm vi phía bắc trải dài đến miền nam Nhật Bản; về phía đông đến quần đảo Tuamotu. Ở ngoài khơi Úc, L. multilineatum được tìm thấy tại rạn san hô Osprey (ở biển San Hô) và bãi cạn Rowley (ở phía đông nam Ấn Độ Dương). Chúng sống xung quanh các rạn san hô ở độ sâu khoảng từ 18 đến 50 m.

## Mô tả
L. multilineatum có chiều dài cơ thể tối đa được ghi nhận là 8 cm. Đầu có màu đỏ cam, chuyển sang màu vàng ở phía sau. Cơ thể thuôn dài, có màu vàng với nhiều sọc mảnh màu đỏ dọc theo hai bên thân. Cuống đuôi và vây đuôi có màu đỏ tươi với một sọc màu trắng.
Số gai ở vây lưng: 8; Số tia vây mềm ở vây lưng: 11 - 12; Số gai ở vây hậu môn: 3; Số tia vây mềm ở vây hậu môn: 9; Số tia vây mềm ở vây ngực: 13 - 14; Số vảy đường bên: 46 – 47; Số gai ở vây bụng: 1; Số tia vây mềm ở vây bụng: 5.